# 1603 Neva
1603 Neva è un asteroide della fascia principale del diametro medio di circa 36,03 km. Scoperto nel 1926, presenta un'orbita caratterizzata da un semiasse maggiore pari a 2,7576797 UA e da un'eccentricità di 0,0931196, inclinata di 8,54519° rispetto all'eclittica.
L'asteroide prende il nome dal Neva, il fiume che attraversa San Pietroburgo (Leningrado all'epoca della scoperta).